# Трухан Юрій Антонович
Юрій Антонович Трухан (біл. Юрый Антонавіч Трухан; нар. 26 червня 1961) — радянський та білоруський футболіст, виступав на позиціях захисника.

## Життєпис
Вихованець мінського «Динамо», перші тренери — Б. Кауфманн та Ю. Погальніков. З 1978 по 1988 роки грав за мінське «Динамо», разом з яким став чемпіоном СРСР. Зіграв 2 матчі в Кубку УЄФА в сезоні 1986/87 років. Після важкої травми в 1987 році на колишній рівень так і не повернувся й незабаром покинув команду. У 1989 році виступав у другій лізі за ворошиловградську «Зорю». Наступні два сезони відіграв у владивостоцькому «Промені». 
У першій половині 1992 року виступав у першому білоруському чемпіонаті за бобруйський «Шинник», після чого перейшов до п'ятого німецького дивізіону. У 1994 році провів 3 матчі у Другому дивізіоні Росії, граючи за «Самотлор-XXI».

## Досягнення
«Динамо» (Мінськ)
- Вища ліга СРСР
  -  Чемпіон (1): 1982
  -  Бронзовий призер (1): 1983

- Кубок СРСР
  -  Фіналіст (1): 1986/87